# Şurmān
Şurmān är en ort i Libyen.   Den ligger i distriktet Az Zawiyah, i den nordvästra delen av landet, 60 km väster om huvudstaden Tripoli. Şurmān ligger 8 meter över havet och antalet invånare är 25 235.
Terrängen runt Şurmān är platt. Havet är nära Şurmān norrut. Runt Şurmān är det ganska tätbefolkat, med 108 invånare per kvadratkilometer. Närmaste större samhälle är Şabrātah, 8,8 km nordväst om Şurmān. Trakten runt Şurmān består till största delen av jordbruksmark.